# Lingua armena
La lingua armena o armeno (nome nativo: հայերեն լեզու, [hɑjɛˈɾɛn lɛzu], hayeren lezu, comunemente detto hayeren) è una lingua indoeuropea parlata nella regione del Caucaso (in particolare nella Repubblica Armena) e in vari stati del mondo, a seguito della diaspora armena.

## Distribuzione geografica
L'armeno è la lingua ufficiale dell'Armenia e della Repubblica dell'Artsakh. Secondo l'edizione 2018 di Ethnologue, l'armeno era parlato nel mondo da 5-7 milioni di persone, la metà delle quali in Armenia.

### Lingua armena classica
La lingua armena classica, detta anche armeno antico, grabar o krapar (in armeno occidentale), possiede attestazioni scritte a partire dal V secolo, quando si sviluppò la letteratura armena, grazie alla creazione l'alfabeto armeno da parte di Mesrop Mashtots. L'armeno classico è convenzionalmente considerato in uso sino all'XI secolo, ma seppur con significativi cambiamenti, rimase la lingua della letteratura tra il XII e la metà del XIX secolo ed è tuttora la lingua della liturgia armena, pertanto è molto studiato dai filologi biblisti e patristici. Nel corso dei secoli, infatti, la lingua parlata si evolse indipendentemente rispetto a quella scritta. Molti manoscritti greci, persiani, ebraici, siriaci e anche latini ci sono rimasti soltanto nelle traduzioni in questa lingua.

### Dialetti e lingue derivate

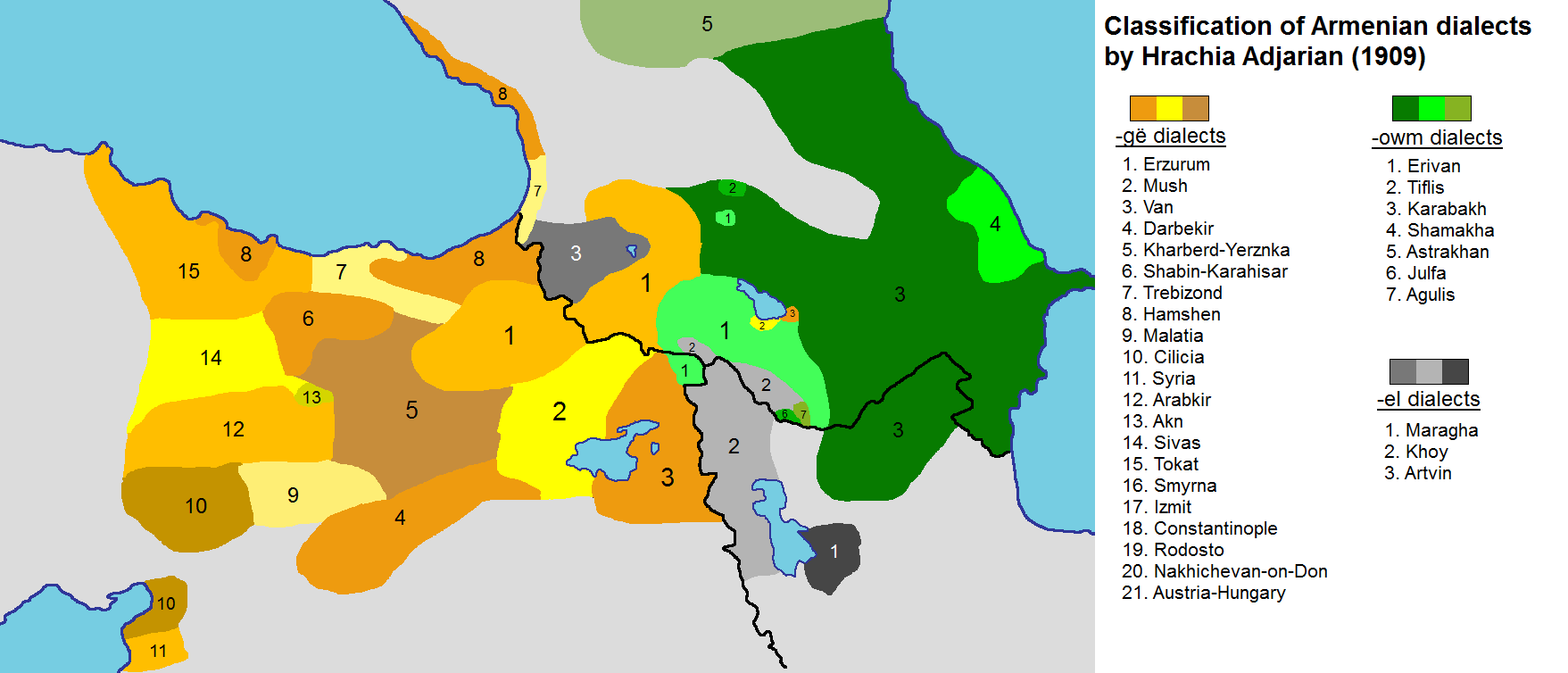
Mappa dei dialetti della lingua armena nel 1909.

L'armeno è di grande interesse per i linguisti a causa della sua singolare evoluzione fonologica dal protoindoeuropeo, perché conserva molte caratteristiche considerate arcaiche. Storicamente, l'armeno è diviso (con grande approssimazione) in due grandi dialetti: l'armeno orientale, parlato nella odierna Repubblica Armena, e l'armeno occidentale, parlato dagli armeni dell'Anatolia. In seguito al genocidio armeno, il dialetto occidentale scomparve dall'Anatolia e si conservò soltanto presso gli armeni della diaspora. A seguito delle numerose divisioni politiche e geografiche, si sono sviluppati vari dialetti, alcuni dei quali non sono mutuamente intelligibili.

#### Dialetto armeno occidentale
Il dialetto armeno occidentale (armeno: Արեւմտահայերէն) è uno dei due dialetti moderni della lingua armena ed è parlato principalmente dagli armeni di Istanbul e nella diaspora, in Europa, in Nord America e nel Medio Oriente, fatta eccezione per gli armeni dell'Iran tra i quali è diffuso l'armeno orientale. L'armeno è parlato soltanto da una piccola percentuale degli armeni di Istanbul, con il 18% fra la comunità in generale e l'8% tra i giovani, mentre gli altri parlano turco.
Si è sviluppato a partire dai primi decenni del XIX secolo basandosi sul dialetto armeno di Istanbul. L'armeno occidentale in Turchia è definito come sicuramente in via di estinzione (Lingua in pericolo).

#### Dialetto armeno orientale
Il dialetto armeno orientale (Արևելահայերեն) è uno dei due dialetti moderni della lingua armena ed è parlato nel Caucaso, in particolar modo nella Repubblica d'Armenia e nel Nagorno-Karabakh ed anche dalle comunità armene in Iran.

## Classificazione
L'armeno è una lingua indoeuropea, benché con caratteristiche tanto peculiari da essere stato riconosciuto come tale soltanto relativamente tardi, nel 1875 da Heinrich Hübschmann. Più in particolare, l'armeno appartiene a un ramo a sé stante della famiglia indoeuropea, poiché non esistono altri idiomi che siano strettamente imparentati con esso.
Alcuni studiosi ritengono che l'armeno sia molto simile alla lingua frigia, ormai estinta. È stata anche suggerita una somiglianza con il tocario. Tra le lingue moderne, il greco è considerato la lingua più prossima all'armeno, il quale, inoltre, contiene molti prestiti dal persiano (che, a sua volta, appartiene alla famiglia indoeuropea).
La fonologia dell'armeno è stata influenzata dalle vicine lingue caucasiche, dalle quali ha adottato la distinzione tra consonanti sorde, sonore, occlusive e fricative eiettive. Le radici delle parole, al contrario, sono in gran parte di origine indoeuropea; molte discendono direttamente dal proto-indoeuropeo e sono imparentate con quelle delle altre lingue indoeuropee, come l'inglese, il latino, il greco antico ed il sanscrito.
Tuttavia, a causa dell'elevata presenza di prestiti linguistici (soprattutto dalle lingue iraniche vicine), si sa che solo circa 1500 parole (G. Jahukyan) sono state ereditate dall'indoeuropeo dalla fase armena classica; il resto è andato perso, un fatto che rappresenta una sfida importante per gli sforzi per comprendere meglio il proto-armeno e il suo posto all'interno della famiglia, soprattutto perché molti dei cambiamenti sonori lungo il percorso dall'indoeuropeo all'armeno rimangono piuttosto difficili da analizzare.
La tabella che segue mostra alcune delle parole di origine indoeuropea più facilmente riconoscibili, paragonate con le suddette lingue (e l'antico inglese). (Fonte: Online Etymology Dictionary).
| Armeno                         | Inglese                                                      | Latino                                        | Greco antico               | Sanscrito              | Radice indoeuropea                        |
| ------------------------------ | ------------------------------------------------------------ | --------------------------------------------- | -------------------------- | ---------------------- | ----------------------------------------- |
| mayr "madre"                   | mother (< a. ing. mōdor)                                     | māter "madre"                                 | mētēr "madre"              | mātṛ "madre"           | *máH₂ter- "madre"                         |
| hayr "padre"                   | father (< a. ing. fæder)                                     | pater "padre"                                 | patēr "padre"              | pitṛ "padre"           | *pH₂tér- "padre"                          |
| eġbayr "fratello"              | brother (< a. ing. brōþor)                                   | frāter "fratello"                             | phrētēr "compagno"         | bhrātṛ "fratello"      | *bʰráH₂ter- "fratello"                    |
| dustr "figlia"                 | daughter (< a. ing. dohtor)                                  | futrei "figlia"                               | thugatēr "figlia"          | duhitṛ "figlia"        | *dʰugH₂-tér- "figlia"                     |
| kin "donna"                    | queen (< a. ing. cƿēn "regina, donna, moglie")               |                                               | gunē "donna, moglie"       | gnā/jani "donna"       | *gʷén-eH₂- "donna, moglie"                |
| im "mio"                       | my, mine (< a. ing. min)                                     | meus, mei "mio"                               | emeo "mio, di me"          | mama "mio"             | *mene- "mio, di me"                       |
| anun "nome"                    | name (< a. ing. nama)                                        | nōmen "nome"                                  | onoma "nome"               | nāman "nome"           | *H₁noH₃m-n̥- "nome"                        |
| ut' "8"                        | eight (< A. ing. eahta)                                      | octō "otto"                                   | oktō "otto"                | aṣṭa "otto"            | *H₁oḱtō(u) "otto"                         |
| inë "9"                        | nine (< a. ing. nigon)                                       | novem "nove"                                  | ennea "nove"               | nava "nove"            | *(H₁)néwn̥ "nove"                          |
| tas "10"                       | ten (< a. ing. tien) (< protoger. *tekhan)                   | decem "dieci"                                 | deka "dieci"               | daśa "dieci"           | *déḱm̥ "dieci"                             |
| ačk' "occhio"                  | eye (< a. ing. ēge)                                          | oculus "occhio"                               | ophthalmos "occhio"        | akṣan "occhio"         | *H₃okʷ- "vedere"                          |
| armunk "gomito"                | arm (< a. ing. earm "parti del corpo unite sotto la spalla") | armus "spalla"                                | arthron "articolazione"    | īrma "braccio"         | *H₁ar-mo- "unire, stare insieme"          |
| çunk "ginocchio"               | knee (< a. ing. cnēo)                                        | genū, "ginocchio"                             | gonu "ginocchio"           | jānu "ginocchio"       | *ǵénu- "ginocchio"                        |
| votk' "piede"                  | foot (< a. ing. fōt)                                         | pedis "piede"                                 | pous "piede"               | pāda "piede"           | *pod-, *ped- "piede"                      |
| sirt "cuore"                   | heart (< a. ing. heorte)                                     | cor "cuore"                                   | kardia "cuore"             | hṛdaya "cuore"         | *ḱerd- "cuore"                            |
| kaši "pelle"                   | hide (< a. ing. hȳdan "copertura della pelle degli animali") | cutis "cute"                                  | keuthō "copro, nascondo"   | kuṭīra "capanna"       | *keu- "coprire, nascondere"               |
| muk "topo"                     | mouse (< a. ing. mūs)                                        | mūs "topo"                                    | mus "topo"                 | mūṣ "topo"             | *muH₁s- "topo, piccolo roditore"          |
| kov "mucca"                    | cow (< a. ing. cū)                                           | bum "mucca"                                   | bous "mucca"               | go "mucca"             | *gʷou- "mucca"                            |
| šun "cane"                     | hound (< a. ing. hund "cane da caccia, cane")                | canis "cane"                                  | kuōn "cane"                | śvan "cane"            | *ḱwon- "cane"                             |
| tari "anno"                    | year (< a. ing. gēar)                                        | hōrnus "di quest'anno"                        | hōra "tempo, anno"         | yare "anno"            | *yeH₁r- "anno"                            |
| amis "mese"                    | moon, month "luna, mese" (< a. ing. mōnaþ)                   | mēnsis "mese"                                 | mēn "luna, mese"           | māsa "luna, mese"      | *meH₁ns- "luna, mese"                     |
| amaṙ "estate"                  | summer (< a. ing. sumor)                                     |                                               |                            | samā "stagione"        | *sem- "stagione calda dell'anno"          |
| ǰerm "caldo"                   | burn "bruciare"(< a. ing. beornan)                           | formus "caldo"                                | thermos "caldo"            | gharma "calore"        | *gʷʰerm- "caldo"                          |
| luys "luce"                    | light (< a. ing. lēoht "brillantezza")                       | lucere, lux, lucidus "brillare, luce, lucido" | leukos "brillante, bianco" | roca "brillante"       | *leuk- "luce"                             |
| hur "fiamma"                   | fire (< a. ing. fȳr)                                         | pir "fuoco"                                   | pur "fuoco"                | pu "fuoco"             | *péH₂wr̥- "fuoco"                          |
| heṙu "lontano"                 | far (< a. ing. feor "a grande distanza")                     | per "attraverso"                              | pera "oltre"               | paras "oltre"          | *per- "attraverso, oltre"                 |
| helum "io verso"               | flow "scorrere" (< a. ing. flōƿan)                           | pluĕre "piovere"                              | plenō "lavo"               | plu "nuotare"          | *pleu- "scorrere, galleggiare"            |
| utem "mangio"                  | eat (< a. ing. etan)                                         | edere "mangiare"                              | edō "mangio"               | admi "mangio"          | *ed- "mangiare"                           |
| ghitem "so"                    | wit "sapere" (< a. ing. ƿit, ƿitan "sapere")                 | vidēre "vedere"                               | eidenai "so"               | vid "sapere"           | *weid- "sapere, vedere"                   |
| ghet "fiume"                   | water "acqua" (< a. ing. ƿæter)                              | utur "acqua"                                  | hudōr "acqua"              | udan "acqua"           | (*wodor, *wedor, *uder-) da *wed- "acqua" |
| gorç "lavoro"                  | work (< a. ing. ƿeorc)                                       | urgēre "spingere, muovere"                    | ergon "lavoro"             | varcas "attività"      | *werǵ- "lavorare"                         |
| meç "grande"                   | much (< a. ing. mycel "grande, grosso")                      | magnus "grande"                               | megas "grande, largo"      | mahant "grande"        | *meǵ- "grande"                            |
| ançanot' "straniero, estraneo" | unknown (< a. ing. uncnaƿen)                                 | ignōtus, ignōrāntem "estraneo, ignorante"     | agnōstos "sconosciuto"     | ajñāta "non familiare" | *n- + *ǵneH₃- "non" + "sapere"            |
| meṙaç "morto"                  | murder "assassinio" (< a. ing. morþor)                       | mortalis "mortale"                            | ambrotos "immortale"       | mṛta "morto"           | *mrtro-, da (*mor-, *mr-) "morire"        |
| mēǰteġ "mezzo"                 | mid, middle (< a. ing. mid, middel)                          | medius "mezzo"                                | mesos "mezzo"              | madhya "mezzo"         | *medʰyo- da *me- "medio, mezzo"           |
| ayl "altro"                    | else "ancora" (< a. ing. elles "altro, diverso")             | alius, alienus "altro, diverso"               | allos "altro, diverso"     | anya "altro"           | *al- "oltre, altro"                       |
| nor "nuovo"                    | new (< a. ing. nīƿe)                                         | novus "nuovo"                                 | neos "nuovo"               | nava "nuovo"           | *néwo- "nuovo"                            |
| duṙ "porta"                    | door (< a. ing. dor, duru)                                   | fores "porta"                                 | thura "porta"              | dvār "porta"           | *dʰwer- "porta, uscita"                   |
| tun "casa"                     | timber (< a. ing. timber "alberi usati per costruire")       | domus "casa"                                  | domos "casa"               | dama "casa"            | *domo-, *domu- "casa"                     |

## Storia

### Origine e ipotesi greco-armena
Le prime testimonianze della lingua armena vengono datate al V secolo d.C., con la traduzione della Bibbia in armeno da parte di Mesrop Maštoc'. La parte più arcaica della storia della lingua è incerta e soggetto di numerose speculazioni. Alcuni linguisti ritengono che l'armeno sia un parente stretto del frigio. Molti studiosi come Clackson (1994) ritengono che sia il greco la lingua vivente più geneticamente vicina all'armeno. L'armeno condivide con il greco la caratteristica rappresentazione delle laringali indoeuropee per mezzo di vocali protetiche e condivide anche altre peculiarità fonologiche e morfologiche. La stretta parentela dell'armeno e del greco fa inoltre luce sulla natura di mutamento areale dell'isoglossa centum-satem. Inoltre l'armeno condivide altre isoglosse con il greco; alcuni linguisti hanno proposto che gli antenati delle due lingue fossero quasi del tutto identici o per lo meno in stretto contatto areale. Ad ogni modo altri linguisti come Fortson (2004) hanno mosso come critica che «al tempo a cui risalgono le prime tracce dell'armeno nel V secolo d.C., le prove di una tale vicinanza si sono ridotte a poche allettanti tracce».

### Speculazioni sull'influenza del ramo anatolico
W. M. Austin nel 1942 ipotizzò che ci sarebbe stato un contatto remoto tra l'armeno ed il gruppo delle lingue anatoliche, ipotesi basata su quelli che considerava tratti arcaici comuni, come la mancanza di un femminile o le vocali lunghe. Tale teoria non si basava su prove definitive, anche se contatti, più o meno parziali ed episodici, tra armeno e lingue anatoliche sono stati rilevati a più riprese da vari studiosi (Giuliano Bonfante, John Greppin e altri).

### Influenza iranica
L'armeno classico (a cui spesso ci si riferisce come grabar, letteralmente "(lingua) scritta") importò numerose parole dalle lingue iraniche, soprattutto dal partico e contiene piccoli inventari di prestiti dal greco, dal siriaco e dal latino ed altre lingue autoctone come l'urarteo. Il medio armeno (XI-XV secolo d.C.) incorporò altri prestiti dall'arabo, dal turco, dal persiano e dal latino; e i dialetti moderni hanno incluso ulteriori prestiti dal turco e dal persiano. In questo modo risulta particolarmente difficile determinare l'evoluzione storica dell'armeno, dato che ha preso in prestito moltissime parole, sia dalle lingue iraniche sia dal greco.
L'alta percentuale di prestiti dalle lingue iraniche portò i primi comparativisti a classificare l'armeno come una lingua iranica. L'appartenenza dell'armeno ad un ramo a sé stante fu riconosciuta solo quando Heinrich Hübschmann (1875) utilizzò il metodo comparativo per distinguere i due strati di prestiti iranici dal lessico armeno originale. I due dialetti moderni, l'occidentale (originariamente associato con scrittori dell'Impero ottomano) e l'orientale (originariamente associato con scrittori dell'Impero persiano e dell'Impero russo) eliminarono tutte le influenze turche dalla lingua, soprattutto dopo il genocidio armeno.

## Sistema di scrittura
L'armeno è scritto utilizzando l'alfabeto armeno (Հայկական Այբուբեն, Haykakan Aybowben), creato da Mesrop Mashtots nel 405 o 406. Si tratta di un sistema alfabetico, scritto in orizzontale da sinistra a destra, originariamente composto da 36 lettere. Seppur concepito per l'armeno classico, esso si è conservato nell'uso fino ai giorni nostri, sostanzialmente inalterato. Attualmente è utilizzato per scrivere sia l'armeno orientale che quello occidentale.
A partire dalla sua concezione, l'alfabeto armeno ha subito pochi aggiustamenti. Nel XIII secolo furono aggiunte due nuove lettere (օ [o], ֆ [f]) per trascrivere più accuratamente i termini stranieri, portando il totale delle lettere da 36 a 38. Una seconda riforma ortografica avvenne solo tra il 1922 e il 1924, in epoca sovietica, e fu poi riveduta nel 1940. I cambiamenti introdotti da quest'ultima sono tuttora osservati nell'ortografia dell'armeno orientale, ma non furono mai accettati dalle comunità della diaspora armena, che parlano l'armeno occidentale.
Tipograficamente, l'alfabeto armeno si presenta in due forme distinte: la forma tonda, elaborata dai monaci armeni di Venezia sul modello dei caratteri tipografici di Aldo Manuzio e la forma corsiva (o, più propriamente, notragir, in armeno "notarile"), che mostra una minore influenza occidentale.

## Fonetica

### Vocali
L'armeno moderno possiede otto fonemi vocalici.
|        | Anteriori       | Anteriori   | Centrali | Posteriori      | Posteriori  |
|        | Non arrotondata | Arrotondata | Centrali | Non arrotondata | Arrotondata |
| ------ | --------------- | ----------- | -------- | --------------- | ----------- |
| Chiuse | [i]             |             |          |                 | [u]         |
| Medie  | [ɛ]             |             | [ə]      |                 | [o]         |
| Aperte |                 |             |          | [ɑ]             |             |

L'armeno classico distingue sette vocali: /a/ (ա), /ɪ/ (ի), /ə/ (ը), /ɛ/ (ե), /e/ (է), /o/ (ո e օ) e /u/ (ու) (trascritte rispettivamente a, i, ë, e, ē, o/ò, e ow).

### Consonanti
La tabella successiva mostra il sistema consonantico armeno. Le consonanti occlusive e le affricate possiedono una serie speciale di aspirate (trascritte con lo spirito aspro greco dopo la lettera): p‛, t‛, c‛, č‛, k‛. Ogni fonema nella tabella è rappresentato da tre simboli. Il primo indica la pronuncia secondo l'alfabeto fonetico internazionale (IPA); sotto appaiono le corrispondenti lettere dell'alfabeto armeno; per ultimi i simboli della traslitterazione in alfabeto latino (secondo la convenzione ISO 9985).
|                       |                       | Labiali     | Dentali/ Alveolari | Post- Alveolari | Palatali  | Velari        | Uvulari       | Glottidali |
| --------------------- | --------------------- | ----------- | ------------------ | --------------- | --------- | ------------- | ------------- | ---------- |
| Nasali                | Nasali                | /m/ մ – m   | /n/ ն – n          |                 |           |               |               |            |
| Occlusiva             | Sorda                 | /p/ պ – p   | /t/ տ – t          |                 |           | /k/ կ – k     |               |            |
| Occlusiva             | Sonora                | /b/ բ – b   | /d/ դ – d          |                 |           | /ɡ/ գ – g     |               |            |
| Occlusiva             | Aspirata              | /pʰ/ փ – p' | /tʰ/ թ – t'        |                 |           | /kʰ/ ք – k'   |               |            |
| Affricata             | Sorda                 |             | /t͡s/ ծ – ç         | /t͡ʃ/ ճ – č̣      |           |               |               |            |
| Affricata             | Sonora                |             | /d͡z/ ձ – j         | /d͡ʒ/ ջ – ǰ      |           |               |               |            |
| Affricata             | Aspirata              |             | /t͡sʰ/ ց – c'       | /t͡ʃʰ/ չ – č     |           |               |               |            |
| Fricativa             | Sorda                 | /f/ ֆ – f   | /s/ ս – s          | /ʃ/ շ – š       |           | /x ~ χ/ խ – x | /x ~ χ/ խ – x | /h/ հ – h  |
| Fricativa             | Sonora                | /v/ վ – v   | /z/ զ – z          | /ʒ/ ժ – ž       |           | /ɣ ~ ʁ/ ղ – ġ | /ɣ ~ ʁ/ ղ – ġ |            |
| Approssimante/Liquida | Approssimante/Liquida | [ʋ]         | /l/ լ – l          |                 | /j/ յ – y |               |               |            |
| Vibrante              | Vibrante              |             | /r/ ռ – ṙ          |                 |           |               |               |            |
| Monovibrante          | Monovibrante          |             | /ɾ/ ր – r          |                 |           |               |               |            |

## Morfologia

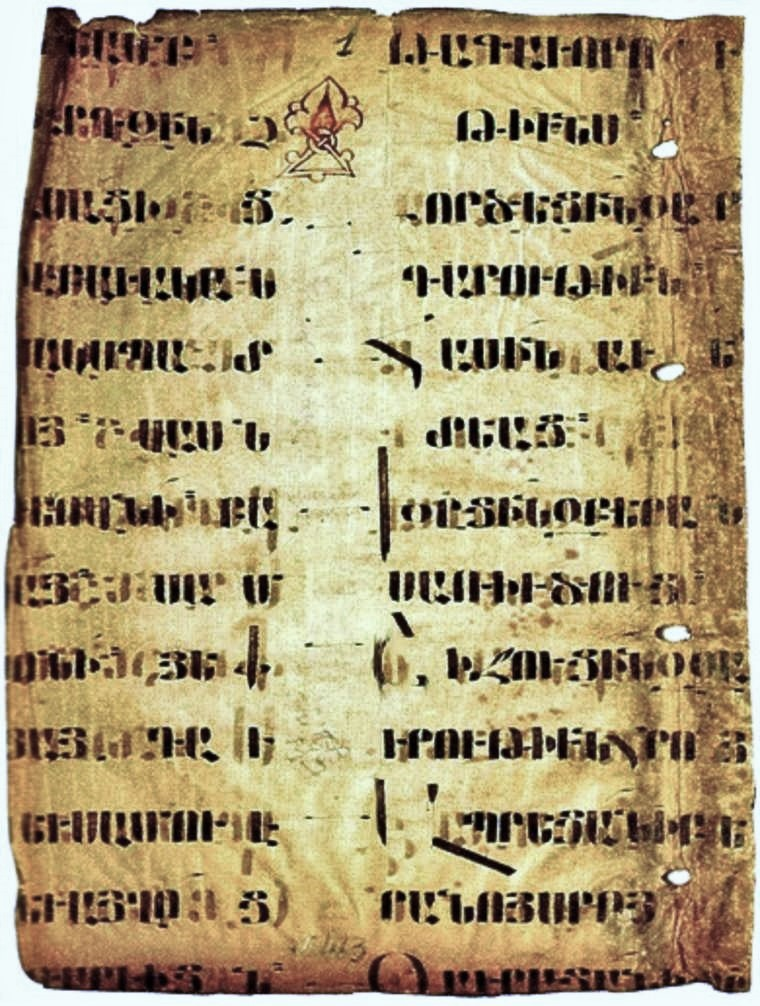
Manoscritto armeno

La struttura morfologica dell'armeno corrisponde con quella delle altre lingue indoeuropee, ma condivide alcuni fonemi distintivi e caratteristiche della grammatica con altre lingue della zona caucasica. L'armeno è ricco di combinazioni di consonanti. Sia l'armeno classico, sia i dialetti moderni letterari e parlati hanno un complicato sistema di declinazione, con sei o sette casi ma non c'è traccia di genere grammaticale. Nell'armeno moderno l'uso dei verbi ausiliari per coniugare i vari tempi ha generalmente soppiantato la declinazione verbale dell'armeno classico. Al negativo i verbi possiedono una coniugazione differente. Grammaticalmente le prime forme di armeno avevano molto in comune col greco e con il latino, ma la lingua moderna, così come il greco moderno o l'italiano, ha subito molte trasformazioni. Con il tempo l'armeno ha di fatto ridotto il proprio grado di sinteticità divenendo una lingua tipicamente analitica.

### Sostantivi
L'armeno classico non aveva alcun genere grammaticale, neanche nei pronomi. La declinazione nominale, tuttavia, conserva molti tipi di classi di flessione. Il sostantivo può declinarsi secondo sette casi, nominativo, accusativo, locativo, genitivo, dativo, ablativo e strumentale. Tutti i nomi sono distinti tra animati e inanimati: l'accusativo dei nomi animati coincide con il dativo, mentre l'accusativo degli inanimati coincide col nominativo. Inoltre esistono 7 classi di flessione per il caso genitivo/dativo, divise tra interiori (in cui la parola viene modificata all'interno, ex.: "մայր - madre", "մոր - della madre") ed esteriori (in cui il marcatore di caso viene aggiunto a fine parola, ex.:"հեռախոս - telefono", "հեռախոսի - del telefono"). Abbastanza interessante per la comparazione è che l'armeno condivide con il latino la desinenza nominale -tio, -tionis (da cui l'italiano -zione), il cui parente armeno è -tiown, -թյուն.
Presenta inoltre un carattere agglutinante, in cui più morfemi distinti si aggiungono alla parola per formarne di nuove.

#### Esempi di declinazione del sostantivo
Հեռախոս (Heṙaxòs - "Telefono"):
| Caso        | Singolare indefinito | Plurale indefinito | Singolare definito | Plurale definito |
| ----------- | -------------------- | ------------------ | ------------------ | ---------------- |
| Nominativo  | հեռախոս              | հեռախոսներ         | հեռախոսը/ն         | հեռախոսները/ն    |
| Genitivo    | հեռախոսի             | հեռախոսների        | հեռախոսի           | հեռախոսների      |
| Dativo      | հեռախոսի             | հեռախոսների        | հեռախոսին          | հեռախոսներին     |
| Accusativo  | հեռախոս              | հեռախոսներ         | հեռախոսը/ն         | հեռախոսները/ն    |
| Ablativo    | հեռախոսից            | հեռախոսներից       | հեռախոսից          | հեռախոսներից     |
| Strumentale | հեռախոսով            | հեռախոսներով       | հեռախոսով          | հեռախոսներով     |
| Locativo    | հեռախոսում           | հեռախոսներում      | հեռախոսում         | հեռախոսներում    |

Sostantivo relativo
Հերախոսինը (Heṙaxosìnə - Quello-del-telefono)
| Caso        | Singolare indefinito                  | Plurale indefinito                       |
| ----------- | ------------------------------------- | ---------------------------------------- |
| Nominativo  | հեռախոսինը/ն (quello-del telefono)    | հեռախոսներինը/ն (quello-dei-telefoni)    |
| Genitivo    | հեռախոսինի (di-quello-del-telefono)   | հեռախոսներինի (di-quello-dei-telefoni)   |
| Dativo      | հեռախոսինին (a-quello-del-telefono)   | հեռախոսներինին (a-quello-dei-telefoni)   |
| Accusativo  | հեռախոսինը/ն (quello-del-telefono)    | հեռախոսներինը/ն (quello-dei-telefoni)    |
| Ablativo    | հեռախոսինից (da-quello-del-telefono)  | հեռախոսներինից (da-quello-dei-telefoni)  |
| Strumentale | հեռախոսինով (con-quello-del-telefono) | հեռախոսներինով (con-quello-dei-telefoni) |
| Locativo    | հեռախոսինում (in-quello-del-telefono) | հեռախոսներինում (in-quello-dei-telefoni) |

Հանրապետություն (Hanrapetutzyùn - Repubblica)
| Caso        | Singolare indefinito | Plurale indefinito    | Singolare definito | Plurale definito      |
| ----------- | -------------------- | --------------------- | ------------------ | --------------------- |
| Nominativo  | հանրապետություն      | հանրապետություններ    | հանրապետությունը/ն | հանրապետությունները/ն |
| Genitivo    | հանրապետության       | հանրապետությունների   | հանրապետության     | հանրապետությունների   |
| Dativo      | հանրապետության       | հանրապետությունների   | հանրապետությանը/ն  | հանրապետություններին  |
| Accusativo  | հանրապետություն      | հանրապետություններ    | հանրապետությունը   | հանրապետությունները   |
| Ablativo    | հանրապետությունից    | հանրապետություններից  | հանրապետությունից  | հանրապետություններից  |
| Strumentale | հանրապետությամբ      | հանրապետություններով  | հանրապետությամբ    | հանրապետություններով  |
| Locativo    | հանրապետությունում   | հանրապետություններում | հանրապետությունում | հանրապետություններում |

Մայր (Màyr - Madre)
| Caso        | Singolare indefinito | Plurale indefinito | Singolare definito | Plurale definito |
| ----------- | -------------------- | ------------------ | ------------------ | ---------------- |
| Nominativo  | մայր                 | մայրեր             | մայրը/ն            | մայրերը/ն        |
| Genitivo    | մոր                  | մայրերի            | մոր                | մայրերի          |
| Dativo      | մոր                  | մայրերի            | մորը/ն             | մայրերին         |
| Accusativo  | մոր/մայր             | մայրերի/մայրեր     | մորը/ն / մայրը/ն   | մայրերին/մայրերը |
| Ablativo    | մորից                | մայրերից           | մորից              | մայրերից         |
| Strumentale | մորով                | մայրերով           | մորով              | մայրերով         |
| Locativo*   | մոր մեջ              | մայրերի մեջ        | մոր մեջ            | մայրերի մեջ      |

*I sostantivi animati, sono sprovvisti della declinazione per il caso locativo, al suo posto può essere utilizzata la forma sostantivo-gen. + meǰ (es: "մոր մեջ" - "mor meǰ - dentro la madre"). Inoltre al caso accusativo sono identici al dativo.
Se la parola che segue inizia per vocale, ը viene sostituito da ն.
Per i nomi terminanti per vocale si utilizza sempre la lettera ն al posto di ը. Es.: Լուսինեն (Lusine-n), mentre Հակոբը (Hakob-ə).

### Pronomi
| Caso        | 1a persona (singolare) | 2a persona (singolare) | 3a persona (singolare) | 1a persona (plurale) | 2a persona (plurale) | 3a persona (plurale) |
| ----------- | ---------------------- | ---------------------- | ---------------------- | -------------------- | -------------------- | -------------------- |
| Nominativo  | Ես                     | Դու                    | Նա                     | Մենք                 | Դուք                 | Նրանք                |
| Genitivo    | Իմ                     | Քո                     | Նրա/իր                 | Մեր                  | Ձեր                  | Նրանց                |
| Dativo      | Ինձ                    | Քեզ                    | Նրան/իրեն              | Մեզ                  | Ձեզ                  | Նրանց                |
| Accusativo  | Ինձ                    | Քեզ                    | Նրան/իրեն              | Մեզ                  | Ձեզ                  | Նրանց                |
| Ablativo    | Ինձ(ա)նից              | Քեզ(ա)նից              | Նրանից/իրենից          | Մեզ(ա)նից            | Ձեզ(ա)նից            | Նրանից               |
| Strumentale | Ինձ(ա)նով              | Քեզ(ա)նով              | Նրանով/իրենով          | Մեզ(ա)նով            | Ձեզ(ա)նով            | Նրանցով              |
| Locativo    | Ինձ(ա)նում             | Քեզ(ա)նում             | Նրանում/իրենում        | Մեզ(ա)նում           | Ձեզ(ա)նում           | Նրանցում             |

### Verbi
I verbi armeni hanno un sistema esteso di coniugazione con due tipi principali di verbi (tre nell'armeno occidentale) e si coniugano secondo il tempo, il modo e l'aspetto.
Coniugazione positiva del verbo: խոսել (parlare).
| Infinito                                  | խոսել (xosel)                                                    | Imperfettivo                       | խոսում (xosum)         |                                          |                                          |                                    |
| Passivo                                   | խոսվել (xosvel)                                                  | Gerundio***                        | խոսելիս (xoselis)      |                                          |                                          |                                    |
| Causativo                                 | խոսեցնել, խոսացնել*, խոսցնել* (xosec‛nel, xosac‛nel*, xosc‛nel*) | Perfettivo                         | խոսել (xosel)          |                                          |                                          |                                    |
| Tema Aoristo                              | խոս- (xos-)                                                      | Tema Futuro                        | խոսելու (xoselu)       |                                          |                                          |                                    |
| Participio                                | խոսած (xosac)                                                    | Tema Futuro II                     | խոսելիք (xoselik‛)     |                                          |                                          |                                    |
| Participio soggetto (participio presente) | խոսող (xosoł)                                                    | Tema negativo                      | խոսի (xosi)            |                                          |                                          |                                    |
|                                           | ես (es)                                                          | դու (du)                           | նա (na)                | մենք (menk')                             | դուք (duk')                              | նրանք (nrank')                     |
| Presente                                  | խոսում եմ (xosum em)                                             | խոսում ես (xosum es)               | խոսում է (xosum ē)     | խոսում ենք (xosum enk‛)                  | խոսում եք (xosum ek‛)                    | խոսում են (xosum en)               |
| Imperfetto                                | խոսում էի (xosum ēi)                                             | խոսում էիր (xosum ēir)             | խոսում էր (xosum ēr)   | խոսում էինք (xosum ēink‛)                | խոսում էիք (xosum ēik‛)                  | խոսում էին (xosum ēin)             |
| Futuro di probabilità                     | խոսելու եմ (xoselu em)                                           | խոսելու ես (xoselu es)             | խոսելու է (xoselu ē)   | խոսելու ենք (xoselu enk‛)                | խոսելու եք (xoselu ek‛)                  | խոսելու են (xoselu en)             |
| Futuro di probabilità perfetto            | խոսելու էի (xoselu ēi)                                           | խոսելու էիր (xoselu ēir)           | խոսելու էր (xoselu ēr) | խոսելու էինք (xoselu ēink‛)              | խոսելու էիք (xoselu ēik‛)                | խոսելու էին (xoselu ēin)           |
| Passato prossimo                          | խոսել եմ (xosel em)                                              | խոսել ես (xosel es)                | խոսել է (xosel ē)      | խոսել ենք (xosel enk‛)                   | խոսել եք (xosel ek‛)                     | խոսել են (xosel en)                |
| Piuccheperfetto                           | խոսել էի (xosel ēi)                                              | խոսել էիր (xosel ēir)              | խոսել էր (xosel ēr)    | խոսել էինք (xosel ēink‛)                 | խոսել էիք (xosel ēik‛)                   | խոսել էին (xosel ēin)              |
| Aoristo                                   | խոսեցի, խոսի* (xosec‛i, xosi*)                                   | խոսեցիր, խոսիր* (xosec‛ir, xosir*) | խոսեց (xosec‛)         | խոսեցինք, խոսինք* (xosec‛ink‛, xosink‛*) | խոսեցիք, խոսիք* (xosec‛ik‛, xosik‛*)     | խոսեցին, խոսին* (xosec‛in, xosin*) |
|                                           | ես                                                               | դու                                | նա                     | մենք                                     | դուք                                     | նրանք                              |
| Congiuntivo presente                      | խոսեմ (xosem)                                                    | խոսես (xoses)                      | խոսի (xosi)            | խոսենք (xosenk‛)                         | խոսեք (xosek‛)                           | խոսեն (xosen)                      |
| Congiuntivo passato                       | խոսեի (xosei)                                                    | խոսեիր (xoseir)                    | խոսեր (xoser)          | խոսեինք (xoseink‛)                       | խոսեիք (xoseik‛)                         | խոսեին (xosein)                    |
|                                           | ես                                                               | դու                                | նա                     | մենք                                     | դուք                                     | նրանք                              |
| Futuro                                    | կխոսեմ (kxosem)                                                  | կխոսես (kxoses)                    | կխոսի (kxosi)          | կխոսենք (kxosenk‛)                       | կխոսեք (kxosek‛)                         | կխոսեն (kxosen)                    |
| Condizionale                              | կխոսեի (kxosei)                                                  | կխոսեիր (kxoseir)                  | կխոսեր (kxoser)        | կխոսեինք (kxoseink‛)                     | կխոսեիք (kxoseik‛)                       | կխոսեին (kxosein)                  |
|                                           | —                                                                | (դու)                              | —                      | —                                        | (դուք)                                   | —                                  |
| Imperativo                                | —                                                                | խոսի՛ր, խոսի՛* (xosír, xosí*)      | —                      | —                                        | խոսե՛ք, խոսեցե՛ք** (xosék‛, xosec‛ék‛**) | —                                  |

| Caso        | Singolare  |
| ----------- | ---------- |
| Nominativo  | խոսել(ը-ն) |
| Genitivo    | խոսելու    |
| Dativo      | խոսելուն   |
| Accusativo  | խոսել(ը-ն) |
| Ablativo    | խոսելուց   |
| Strumentale | խոսելով    |
| Locativo    | -          |

*forma colloquiale  **forma datata
***In realtà il gerundio è generalmente espresso con lo strumentale del verbo (es.: խոսելով), mentre quello presente in tabella è utilizzato quando si vuole esprimere un'azione secondaria compiuta dal soggetto nel momento in cui svolge l'azione primaria (շուկայից վերադարնալիս, գնի՛ր լոլիկներ - ritornando dal supermercato, compra dei pomodori!).

## Letteratura armena
La letteratura armena è la letteratura scritta nelle quattro lingue armene letterarie: ovvero l'armeno classico o Grabar; il medio armeno del Regno armeno di Cilicia; il moderno dialetto letterario armeno occidentale, lingua della diaspora armena, delle comunità del Vicino Oriente e di quanto è rimasto di quelle della Turchia ed il corrispettivo armeno orientale, lingua ufficiale della Repubblica di Armenia e lingua delle comunità armene dell'Iran.